# Тамакэри
Тамакэри (яп. 玉蹴り) (дословный перевод «бить по мячу») — сексуальная практика, при которой наносятся шлепки, удары, делаются сжатия или перевязывания мошонки, с целью принести мягкую, среднюю или сильную боль мужчине, один из видов сексуального фетишизма и поджанр порнографии, в котором мужские яички подвергаются насилию.
Жанр называют также BallBusting («BB» для краткости). Первоначально популярный только в Японии, в настоящее время он распространился по всему миру. Тамакэри — это японский термин, но он используется в мире и не-японцами (хотя в российской культуре более принято именно «боллбастинг»). Действие в тамакэри — это атака на определённые части мужской анатомии, а именно на яички, и в видео показываются обычно садистки-женщины (хотя и бывают садисты-мужчины) и мазохисты-мужчины. Чаще всего видео данного жанра можно найти в категории «фемдом», однако в сюжетных постановках встречаются и сцены самообороны от насилия.

## История развития жанра

### Начальный этап
Среди первых сайтов по тематике тамакэри (BallBusting) были Velvet Kick, roksana-ballbuster (Россия −2006 г.), Tamahimeden (закрылся), Spikey Step, Stardeck9 (закрылся), Kramtoad и Femaledom. На них часто было видео очень низкого качества, не было ни изображений, ни рассказов, ни сюжета, и часто показывались обычные люди в масках. Они были первопроходцами в той необустроенной и неизвестной области человеческой сексуальности, возможности выражения в которой во многом поспособствовала анонимность личности в Интернете в то время.

### Второе поколение
Следующими были такие сайты, как British Bitches (закрылся), Vulneraballs (закрылся), M-Club-Q, Kinkeri.co.jp (закрылся) и Ballbustingworld. Более качественные камеры и операторская работа, казалось бы, большее количество выпускаемого материала, постановка и съёмка сюжетных фильмов, декорации, более тематическая одежда, открытые лица, лучшее качество разработки веб-сайтов, и работа над содержанием. Участники второй волны больше были готовы раскрыть свою личность и показать себя без масок, хотя маски по-прежнему часто использовались.

### Третье поколение и настоящее время
Третье (текущее) поколение содержит в себе всё, что было в первом и втором — и свои новые особенности. Видео данного жанра можно разделить на три основные категории: домашнее, студийное и социальное. С появлением сайтов, на которых владелец может продавать снятые видео, тысячи людей начали снимать свои собственные тамакэри-видео (а также с развитием и средств для видеосъёмки: сейчас на обычный смартфон можно снять видео лучшего качества, чем 15 лет назад на видеокамеру). Эти малобюджетные домашние видео стали очень популярными благодаря легкодоступности, что способствовало появлению ещё более амбициозных и более наполненных веб-сайтов, таких как ClubDom, которые во многом подняли планку, в связи с чем BB-студия должна быть гораздо выше с точки зрения разнообразия и качества. Также теперь появились сайты социального аспекта для людей, для которых BallBusting важно как часть их сексуальной идентичности (с форумами, чатами и возможностью делиться личным опытом). Несколько примеров третьей волны ВВ — ClubDom, Ballbustingtube, Ballbustingchicks, clips4sale и kickedinthegroin.ning.com.